# إقليم اتحادي

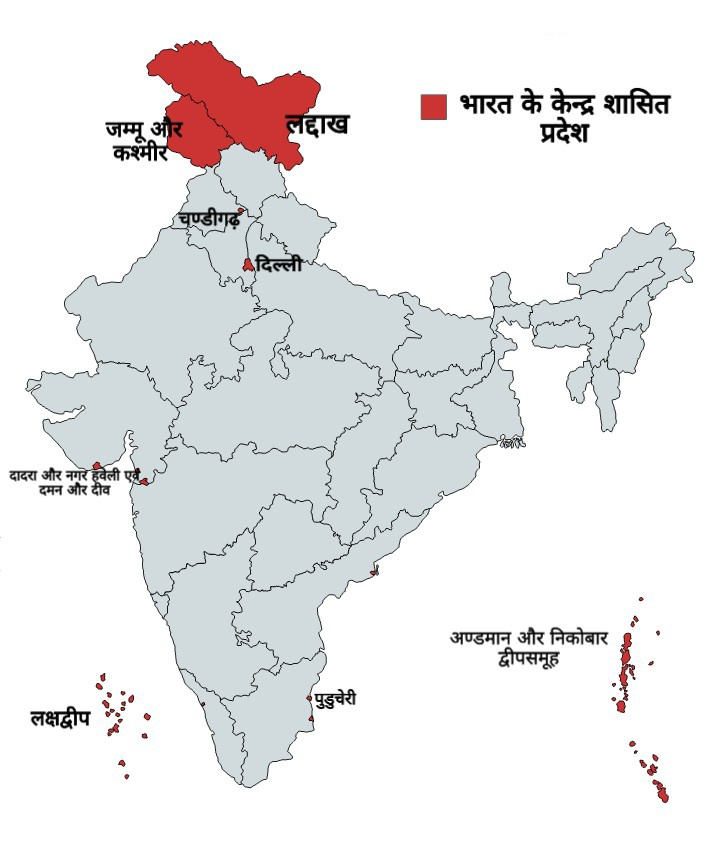
الاقليم الاتحادي في الهند

الإقليم الاتحادي (بالإنجليزية: Union territory)‏ هو أحد التقسيمات الإدارية في الهند وذلك بالإضافة إلى الولايات.
على العكس من الولايات التي يكون فيها حكومات محلية منتخبة تدير الشؤون الداخلية، فإن الأقاليم الاتحادية تدار من حكومة الهند الاتحادية.
بالتالي فحسب المفهوم السياسي يمكن التعبير أن الإقليم الاتحادي في الهند هو إقليم فيدرالي.